# تلقيح طبي
التلقيح أو التطعيم هو استخدام مواد تثير الاستجابة المناعية (اللقاح) لتحفيز مناعة الشخص لتكوين مناعة متخصصة تجاه مُمرِض ما، مثلا فيروس. وتعد اللقاحات هي أكثر الطرق فعالية لمنع الأمراض المعدية، حيث تمنع أو تقلل نسبة انتشار الأمراض المعدية. تلقيح نسبة كبيرة من الناس بشكل كافٍ يؤدي لما يسمى بمناعة القطيع، أما من حيث فعالية اللقاحات فقد تمت دراستها بشكل واسع والتحقق منها –فعلى سبيل المثال: لقاح الإنفلونزا –لقاح الورم الحليمي[2][2] –لقاح جدري الماء( العنقز). المناعة واسعة النطاق التي أحدثتها اللقاحات، مسؤولة لحد كبير عنالقضاء في جميع أنحاء العالم على الجدري وكذلك محاصرة بعض الأمراض مثل شلل الأطفال – الحصبة –الكزاز. وفي تقرير لمنظمة الصحة العالمية أشارت فيه إلى أن اللقاحات المصرح بها حاليًّا تقوم بمنع أو المساعدة في منع أو التحكم ب 25 عدوى يمكن الوقاية منها.
العامل النشط من اللقاح قد يكون سليمًا لكنه غير نشط (غير معدي) أو قد يكون هذا العامل ضعيفًا مع قدرة ضئيلة على العدوى، يتم الحصول على العامل النشط من مسبب المرض أو يتم تصفيته من محتويات الممرض التي تحدث استجابة مناعية كبيرة مثال على ذلك (غطاء البروتين الخارجي للفيروس). ذوفان هي مادة يتم إنتاجها للتحصين ضد المادة السامة في مرض معين مثال على ذلك: التعديل على تركيب (تتانوسبازمين) «وهي المادة السامة لمرض الكزاز» حيث يتم إزالة تأثيرها السمّيّ لكن تبقى لديها القدرة على إحداث استجابة مناعية.
على الأرجح يُعدُّ الجدري أول مرض حاول الأشخاص منعه عن طريق تلقيح أنفسهم  ويعتبر أول مرض تم إنتاج لقاح له. اكتشِف لقاح الجدري عام 1796 بواسطة الطبيب البريطاني ادوارد جينير، بالرغم أن هناك 6 أشخاص قاموا باستخدام نفس المبدأ قبله بسنوات. وقد قام لويس باستيور بتعزيز هذا المفهوم خلال عمله في الأحياء الدقيقة. التطعيم (immunization) سمي بالتلقيح (vaccination) لأن هذه الكلمة مشتقة من فيروس يؤثر على الأبقار وفي اللغة اللاتينة (بقرة=vacca). كان الجدري مرضًا معديًا ومميتًا وقد تسبب في 20٪-60٪ من البالغين المصابين وأكثر من 80٪ من الأطفال. عندما تم القضاء على الجدري أخيرًا في عام 1979 كان قد قضى على 300-500 مليون شخص  في القرن العشرين
في المحادثات العامة بين الناس التطعيمات واللقاحات تشير إلى نفس المعنى. لكنها تختلف عن (inoculation) وهو اللقاح الذي كان يستخدم للجدري والذي استخدم ممرضًا حيًّا غير مُضعف، بالرغم من ذلك في الاستعمال الشائع كلها يمكن اأن يطلق عليها تطعيمات. جهود التلقيح واجهت خلافاً من الخلفيات العلمية والأخلاقية والسياسية والسلامة الطبية وكذلك الدينية. وفي حالات نادرة قد تؤدي اللقاحات إلى ضرر للأشخاص، وفي الولايات المتحدة ممكن أن يتلقى الأشخاص تعويضًا عبر برنامج التعويضات الدولي لأضرار اللقاحات ‏. جلب النجاح المبكر قبولاً واسعًا للقاحات وكذلك الحملات الواسعة للقاحات قامت بتقليل عدد الإصابات بشكل كبير للعديد من الأمراض في مناطق جغرافية هائلة.

## آلية العمل
بشكل عام، عملية الحث الصناعي للجهاز المناعي، من أجل الحماية ضد الامراض المعدية، تعمل عن طريق تعريض جهاز المناعة لمستمنع. وتحفيز الاستجابات المناعية عن طريق عميل معدي يعرف بالتمنيع. وهناك طرائق عدة لإعطاء المستمنعات.
بعض أنواع اللقاح يتم إعطاؤها بعد تعرض المريض للمرض.فمثلاً سُجل أن اللقاح المُعطى خلال أول ثلاثة أيام من التعرض للجدري يعمل على تخفيف المرض بصورة كبيرة. والتلقيح حتى أسبوع من التعرض للمرض على الاغلب يوفر بعض الحماية من المرض أو بإمكانه تخفيف حدة المرض. أول تلقيح لداء الكلب أُعطي عن طريق لويس باستوير لطفل بعد ان تم عظه من قبل كلب مسعور. لاحقا لهذه الحادثة، وُجد أن إعطاء الإنسان ذي الجهاز المناعي السليم أربع جرعات من اللقاح خلال فترة 14 يوما ًمع العناية بالجرح وإعطاء الأجسام المضادة لداء الكلب في أسرع وقت ممكن بعد التعرض للعضة، فعال في الوقاية من تطور داء الكلب في الإنسان. أمثلة أخرى شملت تلقيحات ل ايدز والسرطان والزهامير التجريبة، تطعيمات كهذه تهدف إلى تفعيل ردة فعل الجهاز المناعي بشكل أسرع وأقل ضررا من العدوى الطبيعية.
أغلب اللقاحات تعطى بحقن تحت الجلد. بما ان اللقاحات لا تمتص بصورة كافية في الأمعاء. إلا لقاحات حمى التيفويد وبعض لقاحات الكوليرا فتعطى فمويا لتنتج مناعة في الأمعاء. اللقاحات تعطي تأثيراً باقياً على المدى الطويل، عادة ما تأخذ أسابيعاً لتعطي مفعولها بينما المناعة السلبية (نقل المضادات الحيوية) لها تأثير مباشر

### المواد المساعدة والمواد الحافظة
تحتوي اللقاحات بالعادة على مادة مساعدة ‏ واحدة أو أكثر. تستعمل لزيادة الاستجابة المناعية. كمثال ذوفان الكزاز المستخلص بالامتصاص بواسطة حجر الشب ينتج فعلاً أقوى من محلول ذوفان الكزاز الاعتيادي. من يحدث لديه تفعل مفرط ضد ذوفان الكزاز الممتص قد يُعطى التلقيح البسيط عندما يحين وقت إعطاء الجرعة المنشطة للقاح.
أثناء التجهيز لحملة الخليج العربي عام 1990 استخدم لقاح السعال الديكي (لقاح غير خلوي) كمادة مساعدة للقاح الجمرة الخبيثة. هذا ينتج استجابة مناعية أسرع من ان يُعطى اللقاح فقط، والذي من الممكن أن تكون له بعض الفوائد إن كان التعرض للمرض وشيكاً.
اللقاحات قد تحتوي مواد حافظة أيضا لتمنع التلوث من البكتيريا أو الفطريات. حتى اخر السنوات المادة الحافظة ثيرموسيل تم استخدامها في عدة لقاحات لم تحتوي على فايروسات حية. حتى 2005، لقاح الإنفلونزا هو اللقاح الوحيد الذي يحتوي على ثيرموسيل بكمية أكثر من ضئيلة في الولايات المتحدة. اوالذي يوصى به حالياً فقط للأطفال الذين لديهم عوامل خطر معينة. لقاح الإنفلونزا ذي الجرعة الواحدة المتوفر في بريطانيا لا يحتوي على ثيرموسيل في قائمة مكوناته. المواد الحافظة قد تستخدم في مراحل متعددة من إنتاج اللقاح. وأكثر الطرق كفاءة للقياس قد تكشف اأثاراً لها في المنتج النهائي كما قد تتواجد في البيئة أو في السكان بصورة عامة.

### التلقيح مقابل التطعيم
استخدمت هذه الكلمات مرات عديدة بصورة متبادلة كما لو كانت مترادفات. لكن في الحقيقة فهي مختلفة كما شرح دكتور برون بلانت " التلقيح هو المصطلح الأكثر شيوعاً والذي هو في الواقع حقنة آمنة لعينة مأخوذة من بقرة تعاني من مرض جدري البقر. التطعيم، "ممارسة على الاغلب قديمة كقدم المرض نفسه" وهو حقن فيروس الجدري المأخوذ من البثور أو الجرب التي على جلد مرضى الجدري في الطبقات السطحية من الجلد.

## أنواع
تعمل اللقاحات عن طريق تقديم مولد ضد غريب إلى الجهاز المناعي لتحفيزه للقيام بردة فعل مناعية، لكن هناك عدة طرق للقيام بذلك. أربعة أنواع رئيسية تستخدم في التطبيق الطبي حالياً:
عدة أنواع من استراتيجيات اللقاحات الأخرى تحت التجربة والتحقيق. منها لقاحات الحمض النووي و recombinant viral vectors
من المعروف أن عملية تلقيح مرض الجدري (Inoculation) أستخدمت من قبل الأطباء الصينيين في القرن العاشر. S وقال الباحث أولي لوند «أولى الأمثلة على التلقيح الموثقة كانت من الهند والصين في القرن السابع عشر، حيث كان التلقيح بمسحوق قشور جلد المصابين بمرض الجدري يسستخدم كوسيلة للوقاية من المرض». كان الجدري مرضا منتشرا حول العالم وقد بلغت نسبة وفياته من 20 إلى 30 % بين المصابين به. كان أيضا سببا في وفاة 8 إلى 20 % من بين جميع الوفيات في عدة دول أوروبية في القرن الثامن عشر. تاريخ التلقيح من الممكن أن اصولة بدأت في الهند 1000 عام قبل الميلاد. وذُكر التلقيح في ساكتيا غرانثام (Sact'eya Grantham), وهو نص أيورفيدي، دون بواسطة الباحث الفرنسي هنري ماري هيوسون في في مجلة قاموس العلوم الطبية (Dictionaire des sciences médicales). وذكر أن التلقيح كان ممارساً على نطاق واسع في الصين في فترة حكم الإمرابطور ونغ تشينغ ‏ (1567-1572) من سلالة منيغ الحاكمة (1386-164). وعلم الأتراك العثمانيون في الأناضول بطرق التلقيح ضد الجدري. هذا النوع من التلقيح وأنواع أخرى قدمت إلى إنكلترا بواسطة الأنسة مونتاغيو، كاتبة رسائل إنجليزية مشهورة وزوجة السفير الإنجليزي في إسطنبول بين عام 1716 إلى 1718، وهو اللذي كاد أن يموت بسبب الجدري وهو شاب وقد حصل على ندبات جسدية بسببه. التلقيح ضد الجدري تُبني في إنكلترا وأمريكا قبل قرابة نصف قرن من لقاح جينير المشهور للجدري عام 1796، لكن معدل الوفيات اللذي كان قرابة 2 % من هذه الطريقة عنت أنها أستخدمت غالباً خلال التفشي الخطر للمرض وظل مثيراً للجدل.
خلال القرن الثامن عشر لوحظ أن الناس اللذين يعانون من جدري البقر ذي الفوعة الأقل كانت لديهم مناعة من مرض الجدري وكان أول استخدام موثق للفكرة من قبل المزارع بينجامين جيستي في يتمينستر اللذي عانى من المرض ونقله إلى عائلتة عام 1774.أولاده بالتالي لم يتعرضوا لنسخة ضعيفة من المرض عندما تم تلقيحهم بلقاح الجدري لاحقاً عام 1789. لكن كان إدوارد جينير «طبيب في بريكلي» هو من أسس العملية حين قام بحقن مادة من بثرة لجدري البقر على سارة نيلمس، الفتاة الحلابة إلى ذراع طفل اسمه جيميس فيبس. بعد مرور شهرين أعطى لقاح الجدري للولد ولم يتحصل الولد على المرض.في 1798 جينير نشر:
منذ ذلك الحين انتشرت حملات التلقيح حول الكرة الأرضية، بل أحيانا نص عليها من قبل القوانين أو الأنظمة (إنظر قانون التلقيح ‏). التلقيح حالياً يستخدم ضد تشكيلة واسعة من الأمراض بجانب الجدري.لويس باستيورزاد من تطور العملية خلا فترة القرن التاسع عشر، موسعاً استخداماتها إلى تضعيف أو قتل العوامل المسؤولة عن المرض مما حمي ضد الجمرة الخبيثة وداء الكلب. الطريقة اللتي إستخدمها باستيور استلزمت التعامل مع الكائنات المسؤولة عن تلك الامراض لإفقادها القدرة على العدوى، في حين أن التليقح ضد الجدري كان اختيار متفائل لنوع أضعف من المرض، ولقاح جينير اسلتزم استبدال المرض المراد الحماية منه بنوع آخر أقل خطراً. باستيور تبنى الاسم لقاح كمصطلح عام تكريما لاكتشاف جينير.
موريس هيلمان كان مخترعي التلقيح ازدهاراً، وطور لقاحات ناجحة ضد الحصبة، النكاف، إلتهاب الكبد الوبائي أ، إلتهاب الكبد الوبائي ب، الحماق،التهاب السحايان الالتهاب الرئوي والمستديمة النزلية 
.في العصر الحديث، كان الجدري أول مرض يستهدف للقضاء عليه من بين الأمراض التي يمكن الحماية منها باستخدام التلقيح. منظمة الصحة العالمية نظمت الجهود العالمية للقضاء على المرض، وكانت آخر حالة حدوثاً بظروف طبيعية في الصومال عام 1977. في 1988 استهدفت منظمة الصحة العالمية شلل الأطفال للقضاء عليه بحلول عام 2000. وبالرغم من أن الهدف لم ينجز في الوقت، إلا أن عملية القضاء عليه باتت قريبة جداً. المرض القادم الذي سوف يستهدف غالبا سيكون الحصبة، اللذي قل منذ تقديم لقاح الحصبة عام 1963.
في عام 2000 الاتحاد العالمي للتلقيح و التحصين كان قد أُُسس لتقوية عادات التلقيح وتقديم لقاحات جديدة ولقاحات قليلة الاستخدام في الدول اللتي يقل يقل الناتج المحلي الإجمالي للفرد عن 1000 دولار. الاتحاد العالمي للتلقيح والتحصين دخل مرحلتة الثانية من التمويل اللذي يمتد خلال 2014.

## المجتمع والثقافة
حتى يُقضى على أخطار حدوث المرض وجب في اوقات مختلفة على الحكومات وبعض المعاهد وضع سياسات تطالب بتلقيح جميع الناس .على سبيل المثال: في عام 1853 طلب القانون تلقيحاً جماعياً ضد جدري الماء (العنقز) في كل من إنجلترا وويلز مع غرامات مفروضة على الأشخاص الذين لم يلتزموا. أيضا من أحد قوانين التلقيح الأمريكية المعاصرة أن يُطلب من الأطفال أن يحصلوا على عدد من اللقاحات قبل دخولهم لمدرسة عامة.
في بدايات التلقيح في القرن التاسع عشر، كانت هذه السياسات تتعرض لمقاومة من مجموعات مختلفة أُطلق عليها مكافحة التطعيم، وكان للاعتراضات خلفيات عدة: علمية وأخلاقية ودينية وأيضا من ناحية السلامة الطبية، وخلفيات أخرى أيضا .و من الاعتراضات المشتركة كانت أن اللقاحات لا تؤثر، أيضا أن اللقاحات الإلزامية تعتبر تدخلاً من الحكومة في الشؤون الشخصية، وأن مقترح التلقيح غير آمن كفاية. أما الآن فكثير من سياسات التلقيح الحديثة تسمح بإستثناءات للأشخاص المعرضين لخطر النقص المناعي، والحساسية من المحتويات الموجودة في اللقاحات أو للذين يعترضون بشدة على التلقيح 
في الدول ذات الدخل المحدود، الإمكانيات المحدودة تزيد من نسبة انتشار المرض ومن معدل الوفايات. أما معظم الدول الغنية فقادرة على تقديم اللقاحات للأشخاص المعرضين للخطر، مما ادى إلى تغطية شاملة وفعالة . في أستراليا على سبيل المثال، الحكومة قدمت اللقاحات لكبار السن والأستراليين الأصليين> 
أفاد بحث قانون الصحة العامة وهي منظمة مستقلة مقرها الولايات المتحدة الذي نُشر في عام 2009 بأن هناك دلائل غير كافية لتقييم فعالية اللقاحات المتطلبة كشرط للحصول على وظيفة معينة كوسيلة للحد من حدوث أمراض معينة لبعض الأشخاص المعرضين للخطر بشكل خاص ، وأن هناك دلائل كافية تدعم فعالية التقليح في حالة التواجد في مرافق العناية بالأطفال والمدراس، وأن هناك دليل قاطع يدعم فعالية الأوامر القائمة التي تسمح للعاملين في قطاعات الرعاية الصحية من دون صلاحية وصف العلاج بإعطاء لقاحات كتدخل للصحة العامة هدفه زيادة معدلات التلقيح .

### جدل اللقاح والتوحد
في الجدل الذي دار حول اللقاح الثلاثي ((التحصين ضد الحصبة والنكاف والحصبة الألمانية وغالبا تعطى للأطفال بعد سنتهم الأولى)) ظهرت مقالة مزورة عام 1998 من قبلأندرو ويكفيلد في مجلة لانست وقدمت الدلائل المفترضة بأن لقاح الحصبة الثلاثية تم ربطه بظهور أحد اطياف التوحد[34][40] . المقالة واجهت انتقادات على نحو واسع بسبب غياب الدقة العلمية، وتراجع عنها نسبياً في عام 2004 الكتاب المشاركين لويكيفيلد في كتابتها  ، وتراجعت مجلة لانسيت تماما في عام 2010 عن المقالة . ومحي اسم ويكفيلد من السجل الطبي في بريطانيا بسبب التزوير .
بسبب هذا المقال في مجلة لانست أصبحت حركة مكافحة التطعيم أكبر بكثير خصوصاً في الولايات المتحدة . بالرغم من أن المقال كان مزوراً وتم التراجع عنه، فقد أصبح 1 من كل 4 اباء يعتقد بأن التلقيح يسبب التوحد . وكثير من الآباء لم يلقحوا اطفالهم باعتقادهم بأن المرض لم يعد موجوداً وهذه اعتقادات خاطئة لأنه من الممكن لبعض الأمراض أن تعود وتنشط مره أخرى . مسببات الأمراض مثل البكتيريا والفيروسات قد تعدي الأشخاص الملقحين منذ ان أصبح لهذه المسببات القدرة على التحور عند العيش في أجسام مضيفة غير ملقحة .
في عام 2010 انتشر مرض السعال الديكي (وهو مرض بكتيري يسبب التهاب مفاجئ في الرئة والجهاز التنفسي العلوي) في ولاية كاليفورنيا وكان أسوء انتشار لمرض خلال ال 50 عام . من أحد العوامل الممكنة التي قد تكون تسببت بحدوث هذا الانتشار هو اختيار الوالدين بأن لا يلقحوا أبنائهم . وكان هناك حالة أخرى أيضا في تكساس عام 2012 عندما اصيب 21 شخص بالحصبة نتيجة اختيارهم عدم التلقيح .

## الاعراض الجانبية والاصابات
مراكز التحكم بالأمراض والوقاية حضرت قائمة من اللقاحات والأعراض الجانبية المحتملة لها. الحساسية من إصابات اللقاحات في العقود الأخيرة ظهرت في كدعوى قضائية في الولايات المتحدة. بعض العائلات فازت بجوائز ثمينة بسبب تعاطف تعاطف هيئة المحلفين. حتى مع أن اغلب مكاتب المجتمع الصحي قالت بأن ادعاءات الإصابات كانت بلا أساس.لذلك توقف بعض صانعي اللقاحات عن الإنتاج، مما جعل الحكومة الأمريكية تظن انه سيكون خطراً علىالمجتمع الصحي. بناء على ذلك تجاوزت القوانين لتحمي صانعي اللقاحات من الالتزامات النابعة من ادعاءات إصابات التلقيح.

## طرق إعطاء اللقاح

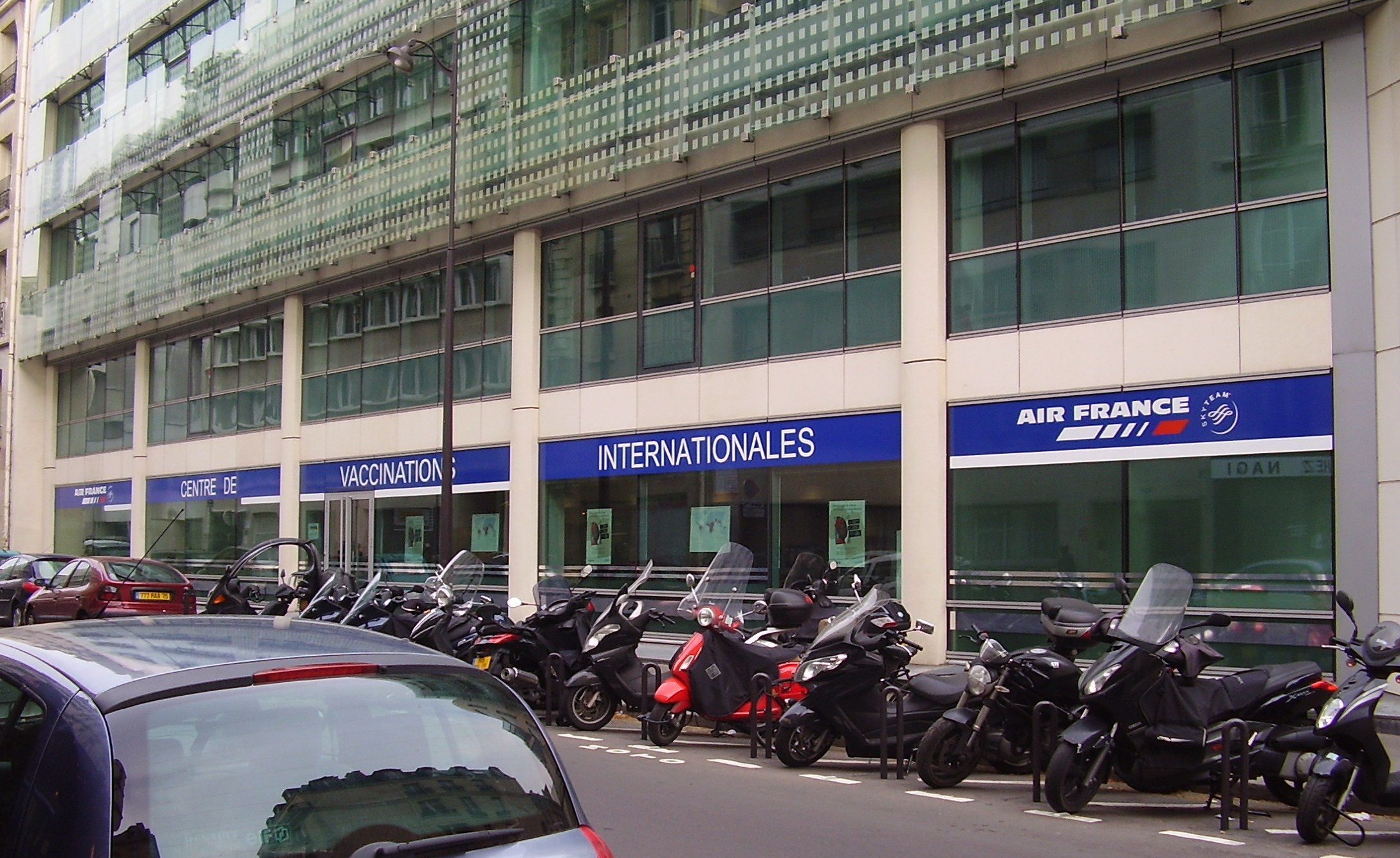
مركز التلقيح التابع للطيران الفرنسي في الدائرة السابعة لباريس

يتم إعطاء اللقاح عن طريق الفم أو عن طريق الحقن في (العضل – تحت الجلد – بين طبقات الجلد)
أو عن طريق الخزع أو عن طريق الأنف .
العديد من التجارب الجديدة تهدف إلى إعطاء اللقاح عن طريق الأسطح المخاطية ‏ وبذلك يتم تجنب الحقن .

## الاتجاهات العالمية في التلقيح
قدرت منظمة الصحة العالمية أن التلقيح يمنع 2-3 مليون وفاة في العام (بين جميع الفئات السنية)، يموت 1.5 مليون طفل كل سنة بسبب الأمراض التي كان من الممكن منعها من خلال التلقيح. وكذلك يُقدَّر أن 29% من حالات وفاة الأطفال الذين هم أقل من 5 سنوات في عام 2013 كان من الممكن منعها بالتلقيح.